# José Riera Siquier
José Riera Siquier (Inca, Baleares, 17 de febrero de 1949) es un antiguo diplomático español. 

## Trayectoria
Licenciado en Derecho, ingresó en 1979 en la carrera diplomática. Estuvo destinado en las representaciones diplomáticas españolas en Argelia, Brasil, Naciones Unidas y Unión Europea. Fue subdirector general de México, Centroamérica y Países del Caribe, vocal asesor en el Gabinete de la Presidencia del Gobierno y subdirector general de Oriente Medio. En 1999 fue designado representante permanente adjunto de España ante la OTAN y en 2001 pasó a ocupar el puesto de embajador de España en Guinea Ecuatorial. En 2003 fue nombrado director general de Seguridad, Desarme y Asuntos Internacionales de Terrorismo y en enero de 2005 embajador de España en Serbia y Montenegro. De julio de 2008 a febrero de 2011 fue embajador en Misión Especial para Asuntos del Mediterráneo y de febrero de 2011 a julio de 2014 fue embajador de España en Libia. En julio de 2014 fue nombrado cónsul en Londres.